# マーズ・サーベイヤー計画
マーズ・サーベイヤー計画（マーズ・サーベイヤーけいかく、Mars Surveyor Program、MSP）はアメリカ航空宇宙局 (NASA) ジェット推進研究所 (JPL) が1996年から2005年に渡るものとして計画したが、後に中止された一連の火星探査ミッションである。それまでの高額で大規模な探査機に代わって低コストの探査機をおよそ2年周期の火星接近に合わせて1機から2機ずつ、計9機を打ち上げる計画であったが、2回目のミッションの失敗で中止されマーズ・グローバル・サーベイヤーの成功のみで終わった。

## 概要
この長期火星探査計画は元々NASAのエイムズ研究センターが提案した MESUR（Mars Environmental Survey, メジャー）と呼ばれた計画に起源を持つ。これはSDIの研究過程で培われた機器の小型化の技術を生かして総額およそ10億ドルで16機の小型探査機を送り、火星に極軌道衛星のネットワークを構築しようというものであった。この計画は、1991年にジェット推進研究所 (JPL) へと移管され、その後まずMESURから分離されて提案された「MESURパスファインダー」が短期低予算の惑星探査を推進するディスカバリー計画の最初のミッションのひとつに選ばれた。このミッションは、後にマーズ・パスファインダーとして知られることとなった。
1993年には1機で総額10億ドル近い予算をかけたマーズ・オブザーバーが失敗を喫し、これを受けて、「より速く、よりよく、より安く」を合言葉に低予算の探査計画の実現を証明してみせようとしていたゴールディンNASA局長は、1994年にMESURをさらに縮小した火星探査長期プログラムをマーズ・サーベイヤー計画（以下、MSP）として立ち上げた。MSPではおよそ2年2ヶ月ごとに訪れる火星との会合周期にあわせ、それぞれの打ち上げの好機に小型で低コストのオービター（軌道船）とランダー（着陸船）の2機ずつを順次打ち上げる予定であった。年間のコストは打ち上げロケットを除き1億ドルを見込んでいた。またロシアとのマーズ・トゥゲザー (Mars Together) 構想やESAのインターマーズネット (INTERMARSNET) ミッションを通じて諸外国と連携した探査も模索された。MSPの最後のミッションとなるマーズ・オブザーバー2005では火星からのサンプルリターンを行うことが予定されていた。
しかし、マーズ・サーベイヤー'98の失敗はほどなくこのプログラムとそこに盛り込まれた方針に再考を迫ることとなった。これによって2001年以降の計画は中止され、これに代わって2000年より新たな火星探査プログラムとしてマーズ・エクスプロレーション計画 (Mars Exploration Program, MEP) が始められることになった。

## 予定されたミッション
マーズ・サーベイヤー計画には以下のミッションが含まれる。
マーズ・グローバル・サーベイヤー
ランダーとしてすでに計画が進んでいたマーズ・パスファインダーとほぼ同時期に打ち上げられたオービターである。これら低コストの探査機は共に大きな成功を収めることとなった。
マーズ・サーベイヤー'98ミッション
オービターはマーズ・クライメイト・オービター、ランダーはマーズ・ポーラー・ランダーと名付けられ1998年に打ち上げられたがいずれも失敗した。このことがプログラム全体の見直しの原因となった。
マーズ・サーベイヤー2001ミッション
2001年に打ち上げることを目指し探査機は完成間近であったが、プログラムの中止によって、2000年に中止された。オービターのみが新たなプログラムにも引き継がれ、2001マーズ・オデッセイの名前で実現した。またランダー用の探査機は、2007年に打ち上げられたフェニックスミッションで用いられることになった。
マーズ・サーベイヤー2003ミッション
オービターには高解像度のカメラを搭載することが予定されていた。その予定自体は2006年にマーズ・リコネッサンス・オービターで実現した。
マーズ・サーベイヤー2005ミッション
プログラムの最後となるミッションで、火星からのサンプルリターンの実現を目指していた。